# Stringston
Stringston – wieś w Anglii, w hrabstwie Somerset, w dystrykcie (unitary authority) Somerset. Leży 52 km na południowy zachód od miasta Bristol i 216 km na zachód od Londynu. W 2001 miejscowość liczyła 116 mieszkańców.